# Porfirio Rubirosa

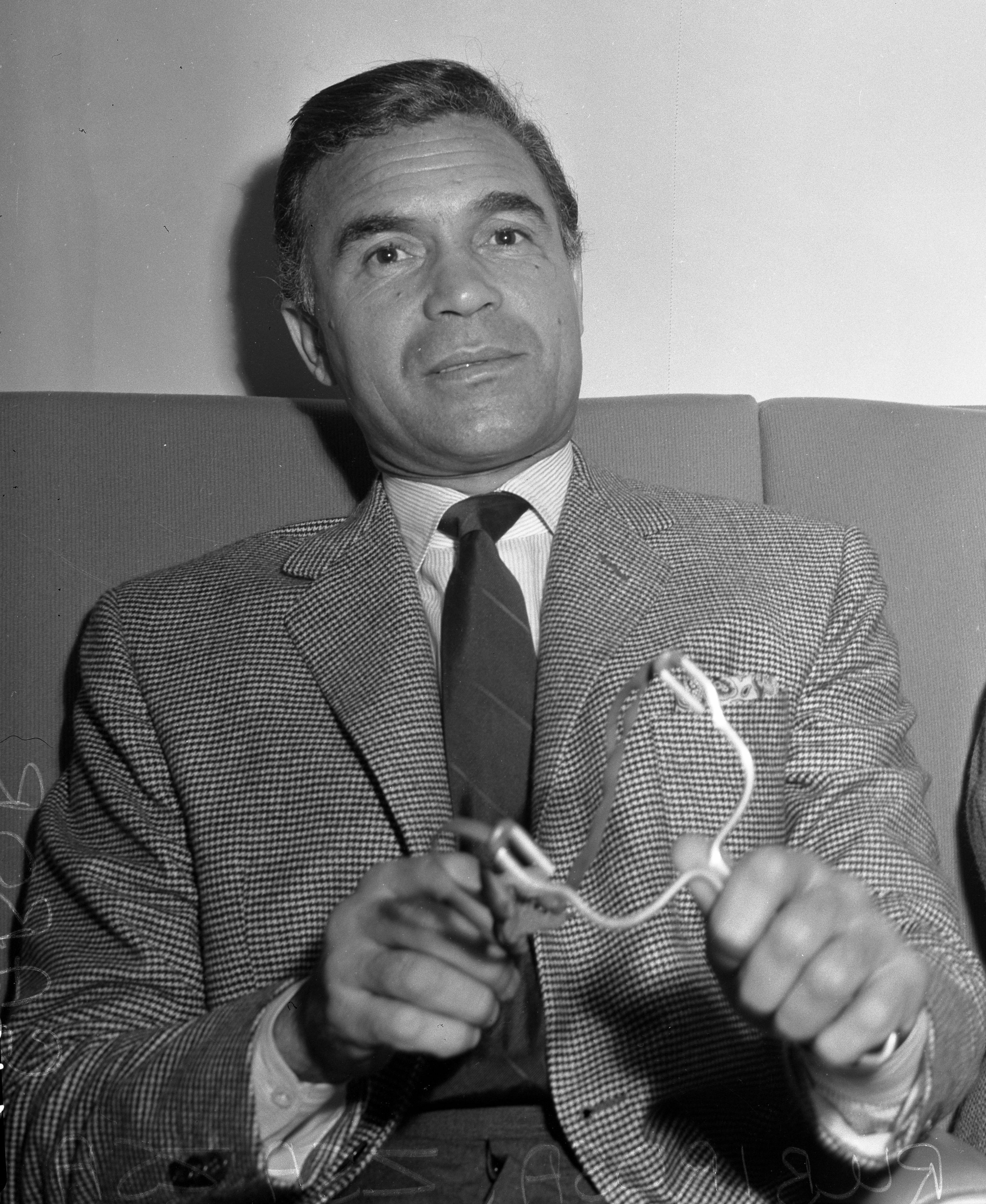
Porfirio Rubirosa 1954

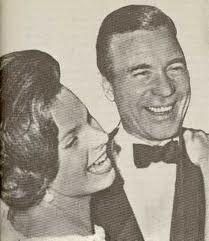
Porfirio Rubirosa mit seiner Frau Odile Rodin

Porfirio Rubirosa Ariza (* 22. Januar 1909 in San Francisco de Macorís; † 5. Juli 1965 in Paris) war ein Diplomat der Dominikanischen Republik, Polo-Spieler, Rennfahrer und Playboy.

## Leben
Rubirosa wurde als Sohn eines dominikanischen Generals geboren. Er wuchs in Paris auf, da sein Vater dort in der Botschaft der Dominikanischen Republik arbeitete. Mit 17 Jahren kehrte Rubirosa in seine Heimat zurück und begann ein Studium der Rechtswissenschaften. Das Studium brach er später ab und ging zum Militär.
Rubirosa heiratete die Tochter des Diktators Rafael Leónidas Trujillo Molina, Flor de Oro Trujillo. Die Ehe wurde bald geschieden. Rubirosa reiste wieder nach Frankreich, da er von seinem Schwiegervater zum Diplomaten ernannt wurde. In Paris lebte Rubirosa auf, er heiratete
zunächst die Schauspielerin Danielle Darrieux, später die Millionenerbinnen Doris Duke und Barbara Hutton sowie das Fotomodell Odile Rodin. Er wurde Pilot, Rennfahrer (er startete mehrmals beim 24-Stunden-Rennen von Le Mans), Polo-Spieler, Playboy und ging diverse Beziehungen mit Frauen ein. Neben einem Verhältnis zu Zsa Zsa Gabor listet der Autor Andreas Zielcke weitere Beziehungen auf: Dolores del Río, Ava Gardner, Joan Crawford, Jayne Mansfield, Marilyn Monroe, Susan Hayward, La Môme Moineau, Evita Perón.
Rubirosa starb mit 56 Jahren bei einem Autounfall in Paris, als er mit seinem Ferrari 250 GT Cabriolet in der Avenue de la Reine-Marguerite im Bois de Boulogne gegen einen Kastanienbaum prallte. Als Unfallursache wurde zunächst ein Lenkgetriebeschaden angegeben. Später wurde bekannt, dass Rubirosa vor Fahrtantritt eine lange Partynacht in einem Szenelokal, dem Nachtclub Jimmy’s, verbracht hatte, um den Sieg der Coupe de France seines Polo-Teams zu feiern. Er habe sich dann alkoholisiert an das Steuer seines Sportwagens gesetzt. Mit zu hohem Tempo unterwegs, kam er gegen acht Uhr morgens von der regennassen Fahrbahn ab, streifte zunächst noch einen weiteren Wagen und prallte schließlich gegen einen Baum. Noch während der Fahrt ins Krankenhaus erlag er seinen Verletzungen.

## Statistik

### Le-Mans-Ergebnisse
| Jahr | Team           | Fahrzeug       | Teamkollege      | Platzierung | Ausfallgrund     |
| ---- | -------------- | -------------- | ---------------- | ----------- | ---------------- |
| 1950 | Luigi Chinetti | Ferrari 166 MM | Pierre Leygonie  | Ausfall     | Kupplungsschaden |
| 1954 | Luigi Chinetti | Ferrari 375MM  | Innocente Baggio | Ausfall     | Unfall           |

### Sebring-Ergebnisse
| Jahr | Team              | Fahrzeug            | Teamkollege         | Teamkollege     | Platzierung            | Ausfallgrund |
| ---- | ----------------- | ------------------- | ------------------- | --------------- | ---------------------- | ------------ |
| 1954 | Scuderia Lancia   | Lancia D24          | Luigi Valenzano     |                 | Rang 2 und Klassensieg |              |
| 1955 | Porfirio Rubirosa | Ferrari 500 Mondial | Cal Niday           |                 | Ausfall                | Unfall       |
| 1956 | Porfirio Rubirosa | Ferrari 500 Mondial | James Pauley        |                 | Rang 10                |              |
| 1958 | Porfirio Rubirosa | Ferrari 500TRC      | Jean-François Malle | William Helburn | Rang 11                |              |

### Einzelergebnisse in der Sportwagen-Weltmeisterschaft
| Saison | Team                             | Rennwagen                                    | 1   | 2   | 3   | 4   | 5   | 6   |
| ------ | -------------------------------- | -------------------------------------------- | --- | --- | --- | --- | --- | --- |
| 1954   | Lancia Luigi Chinetti Dominicana | Lancia D24 Ferrari 375MM Ferrari 500 Mondial | BUA | SEB | MIM | LEM | RTT | CAP |
| 1954   | Lancia Luigi Chinetti Dominicana | Lancia D24 Ferrari 375MM Ferrari 500 Mondial |     | 2   |     | DNF |     | DNF |
| 1955   | Porfirio Rubirosa                | Ferrari 500 Mondial                          | BUA | SEB | MIM | LEM | RTT | TAR |
| 1955   | Porfirio Rubirosa                | Ferrari 500 Mondial                          | DNF |     |     |     |     |     |
| 1956   | Porfirio Rubirosa                | Ferrari 500 Mondial                          | BUA | SEB | MIM | NÜR | KRI |     |
| 1956   | Porfirio Rubirosa                | Ferrari 500 Mondial                          | 10  |     |     |     |     |     |
| 1958   | Porfirio Rubirosa                | Ferrari 500TRC                               | BUA | SEB | TAR | NÜR | LEM | RTT |
| 1958   | Porfirio Rubirosa                | Ferrari 500TRC                               | 11  |     |     |     |     |     |